# Junonia oenone
Junonia oenone (Engels: Dark Blue pansy) is een dagvlinder uit de familie Nymphalidae (vossen, parelmoervlinders en weerschijnvlinders). De vlinder komt voor in het Afrotropisch gebied. De spanwijdte varieert tussen de 40 en 52 millimeter.
Waardplanten zijn onder andere Adhatoda densiflora, Mackaya bella, Justicia natalensis en planten uit de geslachten Asystasia, Isoglossa, Pualowilhelmia en Ruella.